# 双琴侠
雙琴俠（英語：TwoSet Violin）是澳籍臺裔小提琴手楊博堯（Brett Yang）和陳韋丞（Eddy Chen）2014年創建於 YouTube 的音樂組合。頻道主要內容為以古典音乐為主题的搞笑视频。

## 创立
14岁的杨博尧和13岁的陈韦丞在数学辅导班上结识，两人是所在青年管弦乐团的最年轻成员，后来都入读昆士兰音乐学院。两人曾就职于多个澳大利亚职业管弦乐团，例如悉尼交响乐团和昆士兰交响乐团；杨博尧还曾受邀在2014年G20布里斯班峰会上表演。
2014年，两人在YouTube上创立了双琴侠频道。频道创立初期，两人用小提琴翻奏流行音乐，但反响平平。受另一名小提琴家陈锐、YouTuber启发，他们将视频内容轻松化，转以幽默搞笑的方式介绍古典音乐文化、音乐学院生活等等，关注度逐渐大幅度提高。
2024年10月14日，雙琴俠發文宣布將停止以TwoSet Violin（雙琴俠）之名發表任何內容，並將多個Instagram及YouTube上的影片及貼文下架。
2024年12月5日，雙琴俠將其頻道進行品牌再造，儘管頻道名稱不變，在接下來幾週的時間發表六部道別影片，以兩人過去於2022年的B2TSM MV專案為名，受韓國流行音樂啟發，扮演作曲家巴赫、貝多芬、柴可夫斯基、蕭士塔高維契和莫札特，結合了喜劇與社會評論，說唱形式呈現。
在後續的直播中，雙琴俠表示將暫時遠離社群媒體，但仍會繼續攜手努力，透過音樂推動教育。他們也提及未來可能創辦音樂學院的構想。此外，應粉絲的熱切要求，雙琴俠重新上架了先前下架的 YouTube 影片。。

## 趣闻、网络梗
2017年，双琴侠虚構了一个完美小提琴家——零零（Ling Ling），此“人”具有无可挑剔的技巧，而且可以做到常人无法完成的事情，例如每天练琴40个小时。其最早出现于一支模仿虎妈责令孩子练琴的视频中，虎妈描述“别人家孩子”的夸张表达。2018年，他们发起了“零零特训”（Ling Ling Workout），挑战者要用小提琴完成许多有趣的任务，例如边跳舞边拉琴，对调左右手等等，陈锐、何子毓、希拉里·哈恩、蔡珂宜等小提琴家都曾受邀挑战。
2018年9月14日，双琴侠发布视频评论了BBC对小提琴手本·李的一则报道。本·李自称“世界上拉小提琴最快的人”，并通过演奏《野蜂飞舞》打破了相应的吉尼斯世界纪录。双琴侠则从专业角度指出了本·李演奏时的多个漏洞，批评只求快而无视音准的荒谬。

## 演出
2017年起，双琴侠使用Kickstarter众筹、街头表演等方式，募得资金后开始世界巡演，到访台北、赫尔辛基、法兰克福、纽约、旧金山、洛杉矶、香港等地。不同于一般的古典音乐会，双琴侠的表演形式更加接近喜剧，同时用小提琴演奏串连起故事线。
2020年1月10日，雙琴俠於YouTube及Twitter宣布，為慶祝頻道達到200萬訂閱，將於東部標準時間2月8日晚上9點透過YouTube頻道進行直播演出，演奏柴可夫斯基《D大調小提琴協奏曲》，由楊博堯擔任獨奏，陳韋丞則以小提琴演奏經改編的樂團部分。
2020年12月27日，雙琴俠於Twitter宣布其YouTube頻道達到300萬訂閱。2021年1月30日，雙琴俠於YouTube頻道進行了另一次直播演出，演奏西貝流士《d小調小提琴協奏曲》，這次由陳韋丞擔任獨奏，楊博堯以小提琴演奏經改編的樂團部分。
2022年8月16日，雙琴俠於YouTube宣布為慶祝即將達到400萬訂閱，將於11月16日連同新加坡交響樂團於維多利亞音樂會堂舉行音樂會，並且於YouTube頻道上進行現場轉播，演出曲目包括孟德爾頌《e小調小提琴協奏曲》。是次演出獲得琴商塔里西奧基金會（Tarisio）借出兩把史特拉底瓦里琴供二人作演奏之用演出當日，雙琴俠於音樂會尾聲宣布將於2023及2024年進行世界巡迴演出。。
2023年2月17日，雙琴俠與YouTuber貝斯手Davie504於新加坡星爍藝術表演中心進行了一場聯合演出。
2023年4月1日，雙琴俠於YouTube影片中正式宣布進行世界巡迴演出，並公布了27個確定巡演的城市。首輪巡演由2023年6月11日起至7月6日結束，演出城市包括香港、赫爾辛基、倫敦、柏林、滿地可、多倫多及溫哥華。
2024年，雙琴俠的世界巡迴演出於3月17日在哥本哈根正式展開，暫定共34個地方，當中香港乃連續兩年均安排到訪的城市，而在演出城市列表中，除了將會重臨台北外，亦首度安排到訪高雄及台中；亦將會首度到訪中國大陸，於北京、成都、重慶、廣州、坑州、上海、深圳及武漢，除香港已正式公佈演出日期，其餘城市則暫未公佈。

## 音樂作品

#### EP
| 年份 | 專輯名稱 | 作曲              | 曲目                                               |
| ---- | -------- | ----------------- | -------------------------------------------------- |
| 2022 | Fantasia | Jordon He、雙琴俠 | 曲目 - 1. Prelude 2. Scherzo 3. Adagio 4. Rhapsody |

## 其他事業
雙琴俠擁有一個名為TwoSet Apparel的服裝品牌。

## 評價
新加坡《海峽時報》形容雙琴俠近年風靡互聯網，以輕鬆幽默的影片吸引了一批新的古典音樂支持者。二人在各社交媒體平台上擁有超過700萬支持者，YouTube上的影片觀看次數超過10 億次，在網上的受歡迎程度可媲美流行音樂明星。英國雜誌《The Strad》形容二人透過開闢自己的道路，使古典音樂對年輕一代而言變得時尚、帥氣和有趣，為古典音樂作出了主流古典音樂界長久以來渴望但無法做到的事情。